# 中華人民共和国国籍法
中華人民共和国国籍法（ちゅうかじんみんきょうわこくこくせきほう、簡: 中华人民共和国国籍法、Zhōnghuá rénmín gònghéguó guójí fǎ）は、中華人民共和国の法律。同国の国籍を取得するための条件が詳細に定められている。外国人の場合は、中国のいずれかの地域に永住しているか、中国国民の直系親族がいる場合に帰化することができる。中華民国の支配地域（いわゆる台湾地域）に対する中国の現存する主張のため、台湾地域の住民も中国国民とみなされる。
中国本土、香港、マカオはすべて中華人民共和国が統治しているが、中国国民は3つの地域すべてに自動的に居住権を持つわけではなく、それぞれの地域で個別の移民政策を維持している。選挙権や移動の自由は、中国本土では「郷」、2つの特別行政区では「居留地」と呼ばれる、中国国民が居住する地域によって決まる。中国の法律では、複数の国籍を持つことは難しいとされているが、香港とマカオはかつてヨーロッパの植民地だったという歴史があるため、多くの住民が何らかの形でイギリスやポルトガルの国籍を持っている。

## 国籍の取得と喪失
中華人民共和国内で生まれた個人は、少なくとも1人の親が中国人である場合、出生時に自動的に中国国籍を取得する。少なくとも1人の中国人の親に海外で生まれた子供も、出生時に外国人であり、中国国籍の親が海外に永住権を取得しているか、外国市民権を取得していない限り、中国人である。香港とマカオでは、より広範な規制が適用される。いずれかの地域に居住する権利を有し、中国の領土で生まれた中国系民族のすべての個人は、両親の国籍に関係なく、中国国民と見なされる。また、中国は台湾の領有権を主張し続けているため、台湾出身の中華民国国民は中華人民共和国では中華人民共和国の国民とみなされる。 
外国人は、中国国籍の肉親がいる場合、中国本土または特別行政区に永住権を持っている場合、またはその他の「正当な理由」がある場合、中国人として帰化することが出来る。帰化の申請は通常、中国本土の国家移民管理局で審査されるが、この手続きは香港の入国管理局とマカオの身分証明書サービス局に委任されている。帰化を承認されると、外国国籍を放棄する必要がある。中国本土では帰化は非常にまれである。2010年の国勢調査で報告された帰化者は、国の総人口13.4億人のうち、わずか1,448人であった。香港では中国国籍の取得がより一般的で、移民局は主権移譲後から2012年までに1万人以上を帰化させ、2016年以降も年間1,500件以上の申請を受けている。
中国国籍は、放棄を宣言することで放棄することができる。また、海外に居住する中国本土の人が自主的に外国籍を取得した場合も自動的に取り消される。外国人となる香港とマカオの居住者は、領土の入国管理局に国籍変更を明示的に宣言しない限り、引き続き中国国民である。中国とポルトガルの混血のマカオ人は、特に中国とポルトガルの国籍のどちらかを選択できる。ポルトガル国籍を選択するための正式な宣言を提出すると、これらの個人は中国国籍を失う。元中国国籍者は、その後、裁量的に承認されることを条件に、国籍回復を申請することができる。帰化申請と同様に、申請者は外国籍を放棄しなければならない。
中国政府の事実上の慣行に関して、クリス・チェンはフォーリン・アフェアーズで次のように書いている。「北京では、国籍は複雑な法律問題として提示されているが、実際には答えは簡単だ。適用されるルールは1つだけである。中国の国籍を持ったことがあるか、持っていた可能性がある人は、北京がそうでないと判断しない限り、中国の国民である。たとえ外国で生まれても、中国の血を引いていても、北京はあなたを所有しているかのように考える」。フィナンシャル・タイムズのユアン・ヤンは、中国国家が民族と市民権の区別を「濁す」証拠として、スウェーデンの国籍を持っているにもかかわらず、中国当局が桂民海を中国国民として扱ったことを挙げている。

## 権利と制限
中国本土、香港、マカオは1つの国を構成しているが、中国国民は3つの管轄区域すべてで移動の自由を得ているわけではない。各地域では個別の移民政策を維持しており、その地域外から訪れる非居住者の中国国民の入国を拒否したり、強制送還したりすることができる。他の国に旅行する場合、ビザなしの渡航は、中国国民がどこに永住しているかによって大きく異なる。2020年の時点で、中国本土の住民は74カ国、マカオの住民は144カ国、香港の住民は170カ国にビザなしで渡航できる。

### 中国本土
「戸口」とは、中国大陸での国内移動を規制する戸籍制度である。市民は、家族の登録に基づいて、出生時に戸籍分類（地方または都市）が割り当てられる。農村出身者には農地付きの宅地が与えられ、都市出身者には医療、公教育、失業手当、補助金付き住宅など様々な政府サービスが提供されている。農村部のフクーから都市部のフクーに変更することは、1980年代までは厳しく管理されており、非常に稀なことだった。近年は改革により規制が緩和されているが、登録変更の要件は地域によって異なり、大都市では非常に厳しいものとなる。対照的に、都市部から農村部への変更は、農村部のフクーに関連する土地使用権があるため、非常に困難である。
中国本土の中国国民は、身分証に登録する必要があり、中華人民共和国のパスポートを保持する資格があり、 地方人民代表大会または村民委員会の直接選挙に投票することができる。香港またはマカオを一時的に訪問する場合、中国本土の居住者は、地元の公安局当局から双方向許可を取得する必要がある。いずれかの特別行政区に恒久的に定住する場合は、一方向許可の承認を受ける必要がありる。 
中国本土の法執行機関は、恣意的逮捕および拘留に対する名目上の憲法上の保護にもかかわらず、逮捕状または司法当局からの明示的な許可なしに市民を拘留することができる 。政治的反体制者とその家族は、侵襲的な個人監視と自宅軟禁の対象となる。中国本土当局は、海外にいる重要人物を拉致し、強制的に中国に戻すという、中国国民に対する超法規的措置を行うことがある。

### 香港とマカオ
香港とマカオの永住権保持者は、それぞれの領土内で無制限に居住・就労できる権利を持っているが、中国本土での自動居住権や雇用権はない。中央政府は、中国国民である居住者に対して、旅行目的の場合は帰国許可証を、中国本土で6ヶ月以上居住または就労する場合は居住許可証を発行します。
これらの地域に居住する権利を持つ中国国民は、香港またはマカオの住民票を取得する資格があり、香港特別行政区のパスポートまたはマカオ特別行政区のパスポートを所持でき、香港立法会またはマカオ立法会選挙に投票する権利を持つ。

### 台湾
香港やマカオの居住者と同様に、中華民国（台湾）の居住者も、短期の旅行の場合は本土旅行許可証が、6ヶ月以上の滞在または就労を目的とする場合は「居留許可証」が発行される。中華民国のパスポートを所持することもできるが、中華民国（台湾）の法律では、台湾当局の特別な許可なしに大陸（中華人民共和国）のパスポートを発行した中華民国国民の戸籍は自動的に剥奪されると規定している。

### 引用
1. ↑  Ginsburgs 1982, p. 474.
2. ↑  Standing Committee Interpretation Concerning Implementation of Chinese Nationality Law in Hong Kong.
3. ↑  Standing Committee Interpretation Concerning Implementation of Chinese Nationality Law in Macao.
4. ↑  Chen 1984, p. 316.
5. ↑  Nationality Law of the People's Republic of China Article 10.
6. ↑  “加入中国国籍申请表”.  National Immigration Administration. 2020年3月13日時点のオリジナルよりアーカイブ。4月26日2020年閲覧。
7. ↑  “A Guide for Applicants: Naturalisation as a Chinese National”.  Immigration Department (2015年3月). 2018年10月25日時点のオリジナルよりアーカイブ。4月26日2020年閲覧。
8. ↑  “Application for Nationality”.   Direcção dos Serviços Identificação. 2020年3月10日時点のオリジナルよりアーカイブ。4月26日2020年閲覧。
9. ↑  Nationality Law of the People's Republic of China Article 8.
10. ↑  "The upper Han", The Economist.
11. ↑  "The most surprising demographic crisis", The Economist.
12. ↑  Carney 2012.
13. ↑  “Statistics on Application for Naturalisation as a Chinese National Received”.  Government of Hong Kong (5月10日2019年). 2019年11月7日時点のオリジナルよりアーカイブ。4月26日2020年閲覧。
14. ↑  Nationality Law of the People's Republic of China Article 11.
15. ↑  Nationality Law of the People's Republic of China Article 9.
16. ↑  “A Guide for Applicants: Renunciation of Chinese Nationality”.  Immigration Department (2014年6月). 2020年9月12日時点のオリジナルよりアーカイブ。4月26日2020年閲覧。
17. ↑  “Application for Renunciation of Chinese Nationality”.   Direcção dos Serviços Identificação. 2020年3月10日時点のオリジナルよりアーカイブ。4月26日2020年閲覧。
18. ↑  “Application for Nationality”.   Direcção dos Serviços Identificação. 2020年3月10日時点のオリジナルよりアーカイブ。4月26日2020年閲覧。"Application for Nationality". Macau: Direcção dos Serviços Identificação. Archived from the original on March 10, 2020. Retrieved April 26, 2020.
19. ↑  Nationality Law of the People's Republic of China Article 13.
20. ↑  “China’s Nationality Law Is a Cage for Hong Kongers”. Foreign Policy (2021年2月25日). 2021年3月8日時点のオリジナルよりアーカイブ。2021年3月7日閲覧。
21. ↑  “How China uses national identity as a weapon” (2020年2月27日). 2021年7月8日時点のオリジナルよりアーカイブ。2021年3月8日閲覧。
22. ↑  Wan & Cheng 2014.
23. ↑  Lam 2017.
24. ↑  Fraser 2018.
25. ↑  “Henley Passport Index”.   Henley & Partners (4月7日2020年). 2020年4月24日時点のオリジナルよりアーカイブ。4月26日2020年閲覧。
26. ↑  Tang & Hao 2018, p. 12.
27. ↑  Chen & Fan 2016, pp. 11–12.
28. ↑  Chen & Fan 2016, p. 12.
29. ↑  Chen & Fan 2016, pp. 12–13.
30. ↑  Chen & Fan 2016, pp. 20–21.
31. ↑  Resident Identity Card Law of the People's Republic of China.
32. ↑  Passport Law of the People's Republic of China.
33. ↑  Zhang 2017, p. 3.
34. ↑  “Entry Arrangements for Mainland, Macao, Taiwan & Overseas Chinese Residents”.  Immigration Department. 2019年10月27日時点のオリジナルよりアーカイブ。2020年1月18日閲覧。
35. ↑  Chou, Wong & Chow 2010.
36. ↑  Chen & Cohen 2018, p. 4.
37. ↑  Constitution of the People's Republic of China, Article 37.
38. ↑  Chen & Cohen 2018, pp. 8–9.
39. ↑  Chen & Cohen 2018, pp. 2–3.
40. ↑  Immigration Ordinance Section 2A.
41. ↑  Law No. 8/1999, Law on Permanent Residence and Right of Abode in the Macao Special Administrative Region Article 2.
42. ↑  Leung 2013.
43. 1 2  Su 2018.
44. ↑  Registration of Persons Ordinance Section 3.
45. ↑  Law No. 8/1999, Law on Permanent Residence and Right of Abode in the Macao Special Administrative Region Article 7.
46. ↑  “Guidance Notes on Local Application for HKSAR Passport for applicants aged 16 or above”.  Immigration Department (2018年2月). 10月26日2019年時点のオリジナルよりアーカイブ。12月2日2019年閲覧。
47. ↑  Guidelines on the Legislative Council Election 2016, pp. 9–11.
48. ↑  Law No. 3/2001, Electoral Regime of the Legislative Assembly of the Macao Special Administrative Region, Article 2.
49. ↑  Zhang 2013, p. 105.
50. ↑  Chan 2019.
51. ↑  Everington 2017.
52. ↑  Act Governing Relations between the People of the Taiwan Area and the Mainland Area Article 9-1.

#### 出版物
- Carroll, John (2007). A Concise History of Hong Kong. Rowman & Littlefield. ISBN 978-0-7425-3422-3
- Chen, Chuanbo; Fan, C. Cindy (October 2016). “China's Hukou Puzzle: Why Don't Rural Migrants Want Urban Hukou?”. The China Review 16 (3):  9–39. JSTOR 43974667.
- Chen, Tung-Pi (1984). “The Nationality Law of the People's Republic of China and the Overseas Chinese in Hong Kong, Macao and Southeast Asia”. New York Law School Journal of International and Comparative Law 5 (2):  281–340.  オリジナルのMay 7, 2021時点におけるアーカイブ。 2020年4月21日閲覧。.
- Chen, Yu-jie; Cohen, Jerome A. (11月26日2018年). “Freedom from Arbitrary Detention in Asia: Lessons from China, Taiwan and Hong Kong”. Oxford Handbook of Constitutional Law in Asia. SSRN 3275169
- Chiu, Hungdah (1982). “Socialist Legalism: Reform and Continuity in Post-Mao People's Republic of China”. Maryland Series in Contemporary Asian Studies 46 (1):  1–32.  オリジナルのJuly 9, 2020時点におけるアーカイブ。 2020年4月21日閲覧。.
- Chiu, Hungdah (1990). “Nationality and International Law in Chinese Perspective”. Maryland Series in Contemporary Asian Studies 98 (3):  2–34.  オリジナルのJuly 9, 2020時点におけるアーカイブ。 2020年4月21日閲覧。.
- Chou, Kee-Lee; Wong, Winky K.F.; Chow, Nelson W.S. (7月7日2010年). “Interaction Between Pre- and Post-Migration Factors on Depressive Symptoms in New Migrants to Hong Kong from Mainland China”. Community Mental Health Journal 47 (5):  560–567. doi:10.1007/s10597-010-9333-1. PMC 3185230. PMID 20607606.
- Ginsburgs, George (1982). “The 1980 Nationality Law of the People's Republic of China”. The American Journal of Comparative Law 30 (3):  459–498. doi:10.2307/839726. JSTOR 839726.
- Guidelines on the Legislative Council Election (PDF) (Report). Hong Kong: Electoral Affairs Commission. 27 June 2016. 2018年11月22日時点のオリジナル (PDF)よりアーカイブ。2020年4月26日閲覧。
- Hook, Brian; Neves, Miguel Santos (March 2002). “The Role of Hong Kong and Macau in China's Relations with Europe”. The China Quarterly 169 (1):  108–135. doi:10.1017/S0009443902000086. JSTOR 4618708.
- Leung, Nancy Ling Sze (30 August 2013). A new population policy challenge towards the cross border birth issue in Hong Kong (PDF). IUSSP International Population Conference. Busan. 2017年8月8日時点のオリジナルよりアーカイブ (PDF)。2019年3月7日閲覧。
- Lien, Pei-te; Chen, Dean P. (2013). “The evolution of Taiwan’s policies toward the political participation of citizens abroad in homeland governance”. In Tan, Chee-Beng. Routledge Handbook of the Chinese Diaspora. doi:10.4324/9780203100387.ch3. ISBN 978-0-415-60056-9.  オリジナルのJuly 8, 2021時点におけるアーカイブ。 2020年4月21日閲覧。
- Lubman, Stanley B. (1999). Bird in a Cage: Legal Reform in China After Mao. ISBN 978-0-804-74378-5.  オリジナルのJuly 8, 2021時点におけるアーカイブ。 2020年4月21日閲覧。
- Luke, Frances M. (2000). “The Imminent Threat to China's Intervention in Macau's Autonomy: Using Hong Kong's Past to Secure Macau's Future”. American University International Law Review 15 (3):  717–756.  オリジナルのApril 8, 2020時点におけるアーカイブ。 2020年4月21日閲覧。.
- Main Report (PDF). 1996 Population By-Census (Report). Hong Kong: Census and Statistics Department. December 1996. 2018年10月13日時点のオリジナルよりアーカイブ (PDF)。2020年4月20日閲覧。
- Mendes, Carmen Amado (2013). Portugal, China and the Macau Negotiations, 1986–1999. Hong Kong University Press. ISBN 978-988-8139-00-2.  オリジナルのFebruary 23, 2019時点におけるアーカイブ。 2020年4月21日閲覧。
- Sit, V.F.S.; Cremer, R.; Wong, S.L. (1991). Entrepreneurs and Enterprises in Macau: A Study of Industrial Development. Hong Kong University Press. ISBN 962-209-206-3.  オリジナルのFebruary 23, 2019時点におけるアーカイブ。 2020年4月21日閲覧。
- Shao, Dan (2009). “Chinese by Definition: Nationality Law, Jus Sanguinis, and State Succession, 1909–1980”. Twentieth-Century China 35 (1):  4–28. doi:10.1353/tcc.0.0019.
- Tang, Shuangshuang; Hao, Pu (February 2018). “Floaters, Settlers, and Returnees: Settlement Intention and Hukou Conversion of China's Rural Migrants”. The China Review 18 (1):  11–33. JSTOR 26435632.
- Tsai, Chutung (1910). “The Chinese Nationality Law, 1909”. The American Journal of International Law 4 (2):  404–411. doi:10.2307/2186620. JSTOR 2186620.
- Wang, Hongzen (2011). “Immigration Trends and Policy Changes in Taiwan”. Asian and Pacific Migration Journal 20 (2):  169–194. doi:10.1177/011719681102000203.
- Wills, John E. (1998). “Relations with Maritime Europe, 1514–1662”. In Twitchett, Denis; Mote, Frederick W.. The Cambridge History of China: Volume 8, The Ming Dynasty, 1368–1644. 2. Cambridge University Press. pp. 333–375. doi:10.1017/CHOL9780521243339.009. ISBN 978-0-521-24333-9.  オリジナルのMay 2, 2019時点におけるアーカイブ。 2020年4月21日閲覧。
- Zhang, Changdong (February 2017). “Reexamining the Electoral Connection in Authoritarian China: The Local People's Congress and Its Private Entrepreneur Deputies”. The China Review 17 (1):  1–27. JSTOR 44160407.
- Zhang, J.J. (August 2013). “Borders on the move: Cross-strait tourists' material moments on 'the other side' in the midst of rapprochement between China and Taiwan”. Geoforum 48:  94–101. doi:10.1016/j.geoforum.2013.04.014.  オリジナルの2018-12-22時点におけるアーカイブ。 2020年8月30日閲覧。.

#### 法律
- Template:Cite Hong Kong ordinance
- "Lei sobre Residente Permanente e Direito de Residência na Região Administrativa Especial de Macau" [Law on Permanent Residence and Right of Abode in the Macao Special Administrative Region]. Law No. 8 of  (PDF) (Portuguese). 2020年10月26日時点のオリジナルよりアーカイブ (PDF)。2020年4月23日閲覧。
- Quanguo Renmin Daibiao Dahui Changwu Weiyuanhui Guanyu "Zhonghua Renmin Gongheguo Guoji Fa" Zai Aomen Tebie Xingzhengqu Shishi De Ji Ge Wenti De Jieshi (全國人民代表大會常務委員會關於《中華人民共和國國籍法》在澳門特別行政區實施的幾個問題的解釋) [Interpretation by the Standing Committee of the National People’s Congress on Some Questions Concerning Implementation of the Nationality Law of the People’s Republic of China in the Macao Special Administrative Region] (adopted 12月29日1998年, effective 12月20日1999年) (China)
- Quanguo Renmin Daibiao Dahui Changwu Weiyuanhui Guanyu "Zhonghua Renmin Gongheguo Guoji Fa" Zai Xianggang Tebie Xingzhengqu Shishi De Ji Ge Wenti De Jieshi (全國人民代表大會常務委員會關於《中華人民共和國國籍法》在香港特別行政區實施的幾個問題的解釋) [Interpretation by the Standing Committee of the National People’s Congress on Some Questions Concerning Implementation of the Nationality Law of the People’s Republic of China in the Hong Kong Special Administrative Region] (adopted 5月15日1996年, effective 7月1日1997年) (China)
- "Regime Eleitoral da Assembleia Legislativa da Região Administrativa Especial de Macau" [Electoral Regime of the Legislative Assembly of the Macao Special Administrative Region]. Law No. 3 of  (PDF) (Portuguese). 2020年9月22日時点のオリジナルよりアーカイブ (PDF)。2020年4月26日閲覧。
- Template:Cite Hong Kong ordinance
- Taiwan Diqu Yu Dalu Diqu Renmin Guanxi Tiaoli (臺灣地區與大陸地區人民關係條例) [Act Governing Relations between the People of the Taiwan Area and the Mainland Area] (promulgated and effective 7月31日1992年, as amended 7月24日2019年) (Taiwan)
- Zhonghua Renmin Gongheguo Guoji Fa (中华人民共和国国籍法) [Nationality Law of the People's Republic of China] (promulgated and effective 9月10日1980年) (China)
- Zhonghua Renmin Gongheguo Huzhao Fa (中华人民共和国护照法) [Passport Law of the People's Republic of China] (promulgated 4月29日2006年, effective 1月1日2007年) (China)
- Zhonghua Renmin Gongheguo Jumin Shenfenzheng Fa (中华人民共和国居民身份证法) [Resident Identity Card Law of the People's Republic of China] (promulgated 6月23日2003年, effective 1月1日2004年) (China)
- Zhonghua Renmin Gongheguo Xianfa (中华人民共和国宪法) [Constitution of the People's Republic of China] (promulgated and effective 12月4日1982年, as amended 3月11日2018年) (China)

#### ニュース記事
- Carney, John (12月16日2012年). “Figures reveal thousands from ethnic minorities have won naturalisation”. South China Morning Post.  オリジナルの2019年2月27日時点におけるアーカイブ。 4月26日2020年閲覧。
- Chan, KG (11月12日2019年). “Taiwanese offered 'less useful' Chinese passports”. Asia Times.  オリジナルの2021年1月12日時点におけるアーカイブ。 5月3日2020年閲覧。
- Everington, Keoni (11月6日2017年). “Taiwanese tourist loses citizenship after getting quickie Chinese passport”. Taiwan News.  オリジナルの2019年8月31日時点におけるアーカイブ。 5月3日2020年閲覧。
- Fraser, Niall (4月24日2018年). “In the time it took Hong Kong to deport 1,319 people, Macau kicked out 6,000”. South China Morning Post.  オリジナルの2020年5月23日時点におけるアーカイブ。 4月26日2020年閲覧。
- Lam, Jeffie (4月16日2017年). “It's unbelievable: Hong Kong pan-democrat denied entry to Macau”. South China Morning Post.  オリジナルの2019年10月24日時点におけるアーカイブ。 4月26日2020年閲覧。
- Su, Xinqi (8月16日2018年). “New ID card will give Hong Kong, Macau and Taiwan residents same access to public services as mainland Chinese counterparts”. South China Morning Post.  オリジナルの3月15日2019年時点におけるアーカイブ。 1月11日2019年閲覧。
- “The most surprising demographic crisis”. The Economist. (5月5日2011年).  オリジナルの2018年3月27日時点におけるアーカイブ。 8月31日2020年閲覧。
- “The upper Han”. The Economist. (11月19日2016年).  オリジナルの2018年5月14日時点におけるアーカイブ。 4月26日2020年閲覧。
- Wan, William; Cheng, Kris Lok-Chit (11月25日2014年). “Hong Kong protesters denied entry into mainland China”. The Guardian.  オリジナルの2020年7月1日時点におけるアーカイブ。 4月26日2020年閲覧。